# 平凡的世界 (2015年电视剧)
《平凡的世界》為路遙同名小說改編，該小說於1991年榮獲第三屆茅盾文學獎。內容主要講述於20世紀70年代中期到80年代中期中國北方農村的生活和變遷，故事主要圍繞雙水村農民孫玉厚、孫少安、孫少平一家。與小說不同的是，電視劇除了農村以外，將會增加鄉鎮及城市的故事背景，而故事結局亦會和原著不同。電視劇中，會以孫少安代表基層農民，孫少平代表知識青年，田福軍代表農村幹部，這三線作為故事骨幹。
《平凡的世界》由SMG尚世影业、华视影视、上海源存影业、陕文投集团、乐视网、榆林文旅出品。劇集於2014年3月26日開拍，6月殺青。本劇於2015年2月26日北京衛視/東方衛視/新疆卫视(22:30)首播及在3月7日在山東衛視(22:00)播出。

## 演員
| 演 員  | 角 色  | 備 註                                          |
| 王雷   | 孫少安 | 農民青年、玉厚之子、少平之兄                   |
| 袁弘   | 孫少平 | 知識青年、玉厚之子、少安之弟、與曉霞為戀人關係 |
| 劉威   | 孫玉厚 | 少安、少平之父                                 |
| 呂一   | 賀秀蓮 |                                                |
| 尤勇   | 田福軍 |                                                |
| 佟麗婭 | 田潤葉 | 知識青年、福堂之女、傾慕少安，後嫁予李向前     |
| 李小萌 | 田曉霞 | 福軍之女、傾慕少平                             |

## 故事內容
上世纪70年代，自尊好强的农家子弟孙少平（袁弘饰）在原西县高中读书，与地主出身的郝红梅（汪芦云饰）相互爱怜，后郝红梅与家境优越的班长顾养民（张浩天饰）谈恋爱，同村同班的好友田润生（尹智玄饰）为此抱不平狠揍顾养民一顿。倔强的少平不肯承认自己失恋，但开始与自己过于自尊的自卑斗争，积极参加赴地区会演的排练。好读课外书的少平敏感、自尊，吸引着县领导的女儿田晓霞（李小萌饰）。少平高考落榜回乡劳动，在经历了大旱、抢水、死人的事件后，断然拒绝侯玉英（赵俊珺饰）以进城为诱的追求，远离故土，漂泊揽工。哥哥孙少安（王雷饰）初中毕业就在家里劳动，与村支书田福堂的女儿田润叶（佟丽娅饰）青梅竹马，遭到田福堂的剧烈反对，最终少安娶了勤劳善良的山西姑娘贺秀莲（吕一饰），转型开办了烧砖窑，走上了致富路。

## 花絮
中國共產黨中央委員會總書記習近平在2015年兩會期間表示關注《平凡的世界》背後的現實意義

## 奬項
- 2015国剧盛典 年度十大影响力电视剧
- 2016中国电视剧品质盛典 品质特别奖
- 第19届华鼎奖 中国百强电视剧满意度调查(第5名)

## 外部連結
- 《平凡的世界》的新浪微博
- 《平凡的世界》北京衛視專題

## 電視節目的變遷
| 中国 東方衛視 夢想劇場 每晚19:30（兩集） | 中国 東方衛視 夢想劇場 每晚19:30（兩集） | 中国 東方衛視 夢想劇場 每晚19:30（兩集） |
| ---------------------------------------- | ---------------------------------------- | ---------------------------------------- |
|                                          | 平凡的世界 （2015年2月26日－3月25日）    |                                          |
| 長大 （2015年1月29日－2月16日）          | 嘿！老頭 （2015年3月26日－4月12日）      |                                          |

|below=2017年5月1日起黄金剧场更名为东方剧场，2018年8月7日起周播剧场更名为精品剧场
}}